# 水利部长江水利委员会
32°54′59.36″N 117°23′32.11″E / 32.9164889°N 117.3922528°E
水利部长江水利委员会，通称长江水利委员会，简称长江委，为中华人民共和国水利部的副部级直属事业单位，为水利部派出的流域管理机构。在长江流域和澜沧江以西（含澜沧江）区域内依法行使水行政管理职责，为具有行政职能的事业单位。长委会机关驻湖北省武汉市。长委会成立于1950年2月，其前身是扬子江水利委员会。

## 历史
| 设置者                     | 建立时间          | 机构名称                                                                           | 首任官员                   |
| -------------------------- | ----------------- | ---------------------------------------------------------------------------------- | -------------------------- |
| 北洋政府                   | 1921年12月        | 扬子江水道讨论委员会                                                               | 高凌霨（内务总长兼）       |
| 中华民国交通部             | 1928年5月         | 扬子江水道整理委员会                                                               | 李仲公（交通次长兼）       |
| 南京国民政府全国经济委员会 | 1935年4月         | 合并改组扬子江水道整理委员会、太湖流域水利委员会、湘鄂湖江水文站为扬子江水利委员会 | 傅汝霖（原内政部常务次长） |
| 中華民國水利部             | 1947年7月1日:8378 | 长江水利工程总局（扬子江水利委员会改組:8378）                                      | 孙辅世                     |

### 共和国时期
中华人民共和国成立后，1949年11月8日至18日，中央水利部在北京召开全国水利联席会议，作出“以流域为单位，组织流域性水利机构”的决议。1949年12月16日，周恩来总理主持政务院第11次政务会议上，宣布批准成立长委会和任命林一山为主任。1949年11月，林一山随陈云、董必武两位政务院副总理任正、副团长的“中央人民政府指导接收工作委员会华东工作团”去宁沪等地指导办理国民党政府中央机关及其他重要机关的接收事宜，把南京市军事管制委员会、华东军政委员会水利部接收代管的南京国民政府水利部、长江水利工程总局转隶属长委会。1950年2月初，中央水利部又根据政务院这次会议的决议，通知从拟将撤销的中原临时人民政府农林水利部，分出部分人员，组成长委会，并兼中南军政委员会水利部日常工作。1950年3月制定了《长江水利委员会组织条例》，规定了长委会的性质、任务、职责和委员会成员的组成等几个方面，规定委员由17人- 20人组成，人选为流域内各大行政区水利部部长及各省省级干部、水利专家及长委会主要负责人，由中央水利部报请政务院任命。但是，这个“委员会”始终没成立起来。1950年一年之内，在前长江水利工程总局下属机构的基础上，依次在南京、武汉、重庆设立了长委会直属的长江下游工程局(皖北行署财政处副处长苌宗商任局长)、中游工程局(湖北省实业处处长任士舜任局长)、上游工程局(西南水利部副部长陈离任局长)、洞庭湖工程处，以及这些二级单位在各地设立和接管的设计施工、堤闸管理、测量和水文测验等数以百计的工作单位。长委会本部除行政、人事、财务部门外，在业务方面设立了规划、工务、测验三个处负责开展内外业技术工作。长委会散布在全流域的内外业职工只有2600多人。1951年初就制定了“提高与扩大并重”的人事工作方针。到1951底接近4700人，长委会才有条件成立一批查勘、测量、钻探、回声测深队和水文研究方面的机构，其他内外业的技术力量也大大加强。
1956年11月16日，长江水利委员会改组为长江流域规划办公室（简称“长办”）1956年10月22日，水利部转发国务院国七水字15号通知，批准以长江水利委员会为基础，成立长江流域规划办公室。批文指出：“在长江流域规划委员会未成立之前，为有利流域规划工作进行，同意你不设立长江流域规划办公室的临时机构。该办公室为你部部属机构。”到1966年，长办有职工11000多人。
1989年，长江流域规划办公室更名为长江水利委员会（副部级）。

## 职责
根据有关规定，水利部长江水利委员会承担下列职责：
1. 负责保障流域水资源的合理开发利用。受部委托组织编制流域或流域内跨省（自治区、直辖市）的江河湖泊的流域综合规划及有关的专业或专项规划并监督实施；拟订流域性的水利政策法规。组织开展流域控制性水利项目、跨省（自治区、直辖市）重要水利项目与中央水利项目的前期工作。根据授权，负责流域内有关规划和中央水利项目的审查、审批以及有关水工程项目的合规性审查。对地方大中型水利项目进行技术审核。负责提出流域内中央水利项目、水利前期工作、直属基础设施项目的年度投资计划并组织实施。组织、指导流域内有关水利规划和建设项目的后评估工作。
2. 负责流域水资源的管理和监督，统筹协调流域生活、生产和生态用水。受部委托组织开展流域水资源调查评价工作，按规定开展流域水能资源调查评价工作。 按照规定和授权，组织拟订流域内省际水量分配方案和流域年度水资源调度计划以及旱情紧急情况下的水量调度预案并组织实施，组织开展流域取水许可总量控制工作，组织实施流域取水许可和水资源论证等制度，按规定组织开展流域和流域重要水工程的水资源调度。
3. 负责流域水资源保护工作。组织编制流域水资源保护规划，组织拟订跨省（自治区、直辖市）江河湖泊的水功能区划并监督实施，核定水域纳污能力，提出限制排污总量意见，负责授权范围内入河排污口设置的审查许可；负责省界水体、重要水功能区和重要入河排污口的水质状况监测；指导协调流域饮用水水源保护、地下水开发利用和保护工作。指导流域内地方节约用水和节水型社会建设有关工作。
4. 负责防治流域内的水旱灾害，承担流域防汛抗旱总指挥部的具体工作。组织、协调、监督、指导流域防汛抗旱工作，按照规定和授权对重要的水工程实施防汛抗旱调度和应急水量调度。组织实施流域防洪论证制度。组织制定流域防御洪水方案并监督实施。指导、监督流域内蓄滞洪区的管理和运用补偿工作。按规定组织、协调水利突发公共事件的应急管理工作。
5. 指导流域内水文工作。按照规定和授权，负责流域水文水资源监测和水文站网的建设和管理工作。负责流域重要水域、直管江河湖库及跨流域调水的水量水质监测工作，组织协调流域地下水监测工作。发布流域水文水资源信息、情报预报以及流域水资源公报、泥沙公报。
6. 指导流域内河流、湖泊及河口、海岸滩涂的治理和开发；按照规定权限，负责流域内水利设施、水域及其岸线的管理与保护以及重要水利工程的建设与运行管理。指导流域内所属水利工程移民管理有关工作。负责授权范围内河道范围内建设项目的审查许可及监督管理。负责长江宜宾以下干流河道采砂的统一管理和监督检查，负责长江省际边界重点河段采砂的管理和监督检查，指导、监督流域内河道采砂管理有关工作。指导流域内水利建设市场监督管理工作。
7. 指导、协调流域内水土流失防治工作。组织有关重点防治区水土流失预防、监督与管理。按规定负责有关水土保持中央投资建设项目的实施，指导并监督流域内国家重点水土保持建设项目的实施。受部委托组织编制流域水土保持规划并监督实施，承担国家立项审批的大中型生产建设项目水土保持方案实施的监督检查。组织开展流域水土流失监测、预报和公告。
8. 负责职权范围内水政监察和水行政执法工作，查处水事违法行为；负责省际水事纠纷的调处工作。指导流域内水利安全生产工作，负责流域管理机构内安全生产工作及其直接管理的水利工程质量和安全监督；根据授权，组织、指导流域内水库、水电站大坝等水工程的安全监管。开展流域内中央投资的水利工程建设项目稽察。
9. 按规定指导流域内农村水利及农村水能资源开发有关工作，指导水电农村电气化和小水电代燃料工作。负责开展水利科技、外事和质量技术监督工作。承办国际河流有关涉外事务。承担有关水利统计工作。
10. 按照规定或授权负责流域控制性水利工程、跨省（自治区、直辖市）水利工程等中央水利工程的国有资产的运营或监督管理；研究提出直管工程和流域内跨省（自治区、直辖市）水利工程供水价格及直管工程上网电价核定与调整的建议。
11. 承办水利部交办的其他事项。

## 机构设置
根据有关规定，水利部长江水利委员会设置下列机构（以下机构除另有注明外均为副厅局级）：

### 内设机构
- 办公室
- 规划计划局
- 政策法规局（水政监察总队）
- 财务局
- 人事局
- 水资源管理局
- 水资源节约与保护局
- 建设与运行管理局
- 河湖管理局
- 河道采砂管理局
- 水土保持局（农村水利水电局）
- 监督局
- 水旱灾害防御局（水工程调度管理局）
- 国际合作与科技局
- 审计局
- 离退休职工管理局
- 直属机关党委（正处级）
- 长江工会（中国农林水利气象工会长江委员会）（正处级）

### 双重领导机构
- 生态环境部长江流域生态环境监督管理局（正厅局级）[註 2]

### 直属事业单位
- 长江水利委员会水文局（正厅局级）
- 长江水利委员会长江科学院（正厅局级）
- 水利部中国科学院水工程生态研究所（正厅局级）
- 水试验枢纽管理局（正厅局级）
- 水利部长江勘测技术研究所
- 长江水利委员会长江工程建设局
- 长江水利委员会澜湄水资源合作中心
- 长江水利委员会河湖保护与建设运行安全中心
- 长江水利委员会网络与信息中心（长江档案馆）
- 长江水利委员会宣传出版中心
- 长江水利委员会人才资源开发中心
- 长江水利委员会机关服务中心（局）
- 长江水利委员会长江医院（血吸虫病防治监测中心）
- 长江水利委员会长江流域水土保持监测中心站（正处级）
- 长江水利委员会长江水资源保护科学研究所

### 直属企业单位
- 长江水利水电开发集团有限公司
- 长江设计集团有限公司
- 汉江水利水电（集团）有限责任公司（丹江口水利枢纽管理局）
- 南水北调中线水源有限责任公司
- 湖南澧水流域水利水电开发有限责任公司

## 历任领导
| 水利部长江水利委员会主任 - 林一山（1950年－1956年11月16日） 长江流域规划办公室主任 - 林一山（1956年11月16日－1982年） - 黄友若（1982年－1984年） - 魏廷琤（1984年－1989年） 水利部长江水利委员会主任 - 魏廷琤（1989年－1994年） - 黎安田（1994年－2001年） - 周保志（2001年－2004年，长江委党组书记、副主任代理） - 蔡其华（2001年－2012年） - 刘雅鸣（2012年－2016年） - 魏山忠（2016年－2018年2月） - 马建华（2018年2月－2023年10月） - 刘冬顺（2023年10月－2025年6月） | 水利部长江水利委员会党委书记 - 林一山（1950年－1956年11月16日） 长江流域规划办公室党委书记 - 林一山（1956年11月16日－1982年） - 黄友若（1982年－1984年） - 魏廷琤（1984年－1989年） 水利部长江水利委员会党组书记 - 魏廷琤（1989年－1994年） - 黎安田（1994年－2001年） - 周保志（2001年－2004年） - 蔡其华（2004年－2012年） - 刘雅鸣（2012年－2016年） - 魏山忠（2016年－2018年2月） - 马建华（2018年2月－2023年10月） - 刘冬顺（2023年10月－2025年6月） - 廖志伟（2025年8月—） |